# Birmensdorf
Birmensdorf (gzu. Birmischdoorff) – miejscowość i gmina (Politische Gemeinde) w północnej Szwajcarii, w kantonie Zurych, w okręgu (Bezirk) Dietikon.

## Demografia
W Birmensdorfie mieszka 7057 osób. W 2021 roku 26,2% populacji gminy stanowiły osoby urodzone poza Szwajcarią.

## Transport
Przez teren gminy przebiegają autostrady A3 i A4 oraz droga główna nr 382.